# Armorial des communes de l'Indre
- le nombre de blasons représentés est faible par rapport au sujet de la page.

Département de l'Indre : D’azur à trois jumelles ondées d'argent, accompagnées en chef d’un château d’argent ouvert de sable, couvert et pavillonné de gueules, accosté de deux fleurs de lys d’or en chef et accompagnées en pointe d’une fleur de lys aussi d’or, à la bordure engrêlée de gueules.

Cette page dresse l'ensemble des armoiries (figures et blasonnements) des communes du département de l'Indre disposant d'un blason connu à ce jour. Les blasons héraldiquement fautifs sont représentés (la mention "* Il y a là non-respect de la règle de contrariété des couleurs : ces armes sont fautives (explication)." est indiquée sous le blasonnement fautif), mais les pseudo-blasons (dessins de comptoir contrevenant à toutes les règles de l'héraldique) et les communes sans blason ne le sont pas.
- Haut – A
- B
- C
- D
- E
- F
- G
- H
- I
- J
- K
- L
- M
- N
- O
- P
- Q
- R
- S
- T
- U
- V
- W
- X
- Y
- Z

(3 dessin(s) en attente : CMO)

## A
| Blason de Aigurande | Blason  | D'azur semé de fleurs de lys d'or, à la cotice de gueules brochante. |
| Blason de Aigurande | Détails | Le statut officiel du blason reste à déterminer.                     |

| Blason de Ardentes | Blason  | D'or aux trois fasces ondées de gueules.         |
| Blason de Ardentes | Détails | Le statut officiel du blason reste à déterminer. |

| Blason de Argenton-sur-Creuse | Blason  | Parti d'un coupé : en chef d'argent à la fasce fuselée de gueules surmontée d'un lambel de six pendants de sable, en pointe d'argent à la croix de gueules ; et d'azur aux trois fleurs de lys d'or accompagnés en cœur d'un bâton péri en bande de gueules. Devise« in advertsis fortior ». |
| Blason de Argenton-sur-Creuse | Détails | Le statut officiel du blason reste à déterminer. |

| Blason de Azay-le-Ferron | Blason  | De gueules au chevron d'argent accompagné de trois trèfles d'or. |
| Blason de Azay-le-Ferron | Détails | Le statut officiel du blason reste à déterminer.                 |

Pas d'information pour les communes suivantes : Aize, Ambrault, Anjouin, Argy, Arpheuilles (Indre) , Arthon
- Haut – A
- B
- C
- D
- E
- F
- G
- H
- I
- J
- K
- L
- M
- N
- O
- P
- Q
- R
- S
- T
- U
- V
- W
- X
- Y
- Z

## B
| Blason de Bélâbre | Blason  | D'azur à trois porcs-épics d'or.                 |
| Blason de Bélâbre | Détails | Le statut officiel du blason reste à déterminer. |

| Blason de Blanc (Le) | Blason  | D'azur au cygne d'argent nageant sur des ondes du même. |
| Blason de Blanc (Le) | Détails | Le statut officiel du blason reste à déterminer.        |

| Blason de Bommiers | Blason  | D'argent à la croix d'azur chargée de cinq gerbes de blé d'or.                                    |
| Blason de Bommiers | Détails | Armes de la famille de Bommiers (olim Beaumetz). Le statut officiel du blason reste à déterminer. |

| Blason de Bouesse | Blason  | D'hermine à deux bars adossés de gueules.                                                                                                |
| Blason de Bouesse | Détails | Ce sont les armes de la famille de Gaucourt, que portent également la commune de Cluis. Le statut officiel du blason reste à déterminer. |

| Blason de Bretagne | Blason  | D'hermine au chef de gueules chargé d'une rose accostée de deux coquilles, le tout d'argent. |
| Blason de Bretagne | Détails | Adopté en décembre 2022.                                                                     |

| Blason de Buzançais | Blason  | De gueules à trois trèfles d'argent.             |
| Blason de Buzançais | Détails | Le statut officiel du blason reste à déterminer. |

Pas d'information pour les communes suivantes : Badecon-le-Pin, Bagneux (Indre) , Baraize, Baudres, Bazaiges, Beaulieu (Indre) , La Berthenoux, Bonneuil (Indre), Les Bordes (Indre) , Bouges-le-Château, Briantes, Brion (Indre) , Brives (Indre) , La Buxerette, Buxeuil (Indre) , Buxières-d'Aillac
- Haut – A
- B
- C
- D
- E
- F
- G
- H
- I
- J
- K
- L
- M
- N
- O
- P
- Q
- R
- S
- T
- U
- V
- W
- X
- Y
- Z

## C
| Blason de Celon | Blason  | Parti d'un mi-parti de gueules à l'aigle bicéphale d'argent, becquée et membrée d'or, la poitrine chargée d'une bande d'azur ; et d'or au franc-quartier de sable et au bâton en barre d'argent, haussé à dextre et brochant ; sur le tout, d'argent à la croix pattée et haussée de gueules. |
| Blason de Celon | Détails | Le statut officiel du blason reste à déterminer. |

| Blason de Chabris | Blason  | D’azur au pont de quatre arches d’argent, maçonné de sable, posé sur une rivière d’argent ; au chef cousu de gueules* chargé de trois étoiles d’or.            |
| Blason de Chabris | Détails | * Il y a là non-respect de la règle de contrariété des couleurs : ces armes sont fautives (gueules sur azur). Le statut officiel du blason reste à déterminer. |

| Blason de Chaillac | Blason  | Coupé: au 1er parti au I d'azur à l'arbre d'argent et au II fascé ondé d'argent et d'azur, au 2e de sable à huit cristaux de quartz en épi d'argent. |
| Blason de Chaillac | Détails | Conflit héraldique : le blasonnement annonce "huit cristaux" ; le dessin n'en montre que cinq. Le statut officiel du blason reste à déterminer.      |

| Blason de Châteauroux | Blason  | D'azur au château flanqué de deux tours d'argent, maçonné, ajouré et ouvert de sable, essoré de gueules et girouetté d'or. |
| Blason de Châteauroux | Détails | Armes parlantes. Le statut officiel du blason reste à déterminer.                                                          |

| Blason de Châtillon-sur-Indre | Blason  | De sinople à trois tours d'argent, au chef de France. |
| Blason de Châtillon-sur-Indre | Détails | Le statut officiel du blason reste à déterminer.      |

| Blason de Châtre (La) | Blason  | De sinople à trois pavillons [tentes] d'argent pavillonnés de gueules. |
| Blason de Châtre (La) | Détails | Le statut officiel du blason reste à déterminer.                       |

| Blason à dessiner | Blason  | Écartelé: au 1er de sinople au château d'or, donjonnée de trois pièces, maçonné de sable, ouvert et ajouré du champ, au 2e d'azur au soleil non figuré d'or au point d'honneur soutenue d'une rivière ondée du champ, au 3e d'azur à trois épis de blé, tigés, feuillés, empoignés et liés d'or, au 4e de sinople au dolmen d'or. |
| Blason à dessiner | Détails | Le statut officiel du blason reste à déterminer. |

| Blason de Cluis | Blason  | D'hermine aux deux bars adossés de gueules.                                 |
| Blason de Cluis | Détails | Armes de la famille De Gaucourt, que porte également la commune de Bouesse. |

Pas d'information pour les communes suivantes : Ceaulmont , Chalais (Indre) , La Champenoise, Champillet, La Chapelle-Orthemale, La Chapelle-Saint-Laurian, Chasseneuil, Chassignolles (Indre) , Chavin (Indre) , Chazelet, Chezelles (Indre) , Chitray, Chouday, Ciron (Indre) , Cléré-du-Bois, Clion (Indre) , Coings, Concremiers, Condé (Indre) , Crevant, Crozon-sur-Vauvre, Cuzion
- Haut – A
- B
- C
- D
- E
- F
- G
- H
- I
- J
- K
- L
- M
- N
- O
- P
- Q
- R
- S
- T
- U
- V
- W
- X
- Y
- Z

## D
| Blason de Déols | Blason  | De gueules aux trois fasces d'or ; au chef d'argent chargé d'une couronne de marquis d'or.                                                                  |
| Blason de Déols | Détails | * Il y a là non-respect de la règle de contrariété des couleurs : ces armes sont fautives (or sur argent). Le statut officiel du blason reste à déterminer. |

| Blason de Douadic | Blason  | D'azur à deux poissons d'argent posés et rangés en fasce, soutenus d'une moucheture d'hermine d'or; au chef cousu de gueules chargé de trois abeilles d'or.    |
| Blason de Douadic | Détails | * Il y a là non-respect de la règle de contrariété des couleurs : ces armes sont fautives (gueules sur azur). Le statut officiel du blason reste à déterminer. |

Pas d'information pour les communes suivantes : Diors, Diou (Indre) , Dun-le-Poëlier, Dunet
- Haut – A
- B
- C
- D
- E
- F
- G
- H
- I
- J
- K
- L
- M
- N
- O
- P
- Q
- R
- S
- T
- U
- V
- W
- X
- Y
- Z

## E
| Blason de Écueillé | Blason  | D'or à trois chabots de gueules. Devise« concussus resurgo » |
| Blason de Écueillé | Détails | Le statut officiel du blason reste à déterminer.             |

| Blason de Éguzon-Chantôme | Blason  | D'or au lion de sable (armé et) lampassé de gueules.                                                                                   |
| Blason de Éguzon-Chantôme | Détails | Ce sont les armes de la famille de Chamborant, anciens seigneurs nobiliaires du lieu. Le statut officiel du blason reste à déterminer. |

Pas d'information pour les communes suivantes : Étrechet
- Haut – A
- B
- C
- D
- E
- F
- G
- H
- I
- J
- K
- L
- M
- N
- O
- P
- Q
- R
- S
- T
- U
- V
- W
- X
- Y
- Z

## F
| Blason de Frédille | Blason  | Coupé ondé mi-parti en chef : au 1 de gueules à une rose des jardin d'argent posée en bande, au 2 d'or à un arbre arraché au naturel, au 3 d'azur à deux têtes de chèvres affrontées d'argent |
| Blason de Frédille | Détails | Création JF Binon. Blason sur la page Facebook de la commune, 2021. |

Pas d'information pour les communes suivantes : Faverolles-en-Berry, Feusines, Fléré-la-Rivière, Fontenay (Indre), Fontgombault, Fontguenand, Fougerolles (Indre), Francillon

## G
| Blason de Gehée | Blason  | D’argent à la bande d’azur chargée de trois annelets d’or remplis de gueules. |
| Blason de Gehée | Détails | Le statut officiel du blason reste à déterminer.                              |

Pas d'information pour les communes suivantes : Gargilesse-Dampierre, Giroux (Indre), Gournay (Indre), Guilly (Indre)
- Haut – A
- B
- C
- D
- E
- F
- G
- H
- I
- J
- K
- L
- M
- N
- O
- P
- Q
- R
- S
- T
- U
- V
- W
- X
- Y
- Z

## H
| Blason de Heugnes | Blason  | Écartelé : au 1er d'azur à une épée basse d'argent, garnie d'or, accostée de deux pennes adossées d'argent, au 2e de gueules à la bande d'or, au 3e d'azur au lambel d'or, au 4e de gueules à une poterne ouverte du champ, flanquée de deux tours, le tout d'or, ajouré d'argent et maçonné de sable. |
| Blason de Heugnes | Détails | Adopté en 1995 et retravaillé en 2020. |

## I
| Blason de Issoudun | Blason  | D'azur au pairle d'or accompagné de trois fleurs de lys du même. |
| Blason de Issoudun | Détails | Le statut officiel du blason reste à déterminer.                 |

Pas d'information pour les communes suivantes : Ingrandes (Indre)
- Haut – A
- B
- C
- D
- E
- F
- G
- H
- I
- J
- K
- L
- M
- N
- O
- P
- Q
- R
- S
- T
- U
- V
- W
- X
- Y
- Z

## J
Pas d'information pour les communes suivantes : Jeu-les-Bois, Jeu-Maloches

## L
| Blason de Levroux | Blason  | De gueules à la tour flanquée de deux échauguettes, avec ses avant-murs mouvant des flancs, le tout d'argent maçonné de sable et ajouré du même sauf les avant-murs, ouverts du champ ; au chef de France. |
| Blason de Levroux | Détails | Le statut officiel du blason reste à déterminer. |

| Blason de Lizeray | Blason  | De sable à une épée basse d'argent surmontée d'un loup passant du même, accostée de deux fleurs de liseron d'or, bordées et boutonnées d'argent* et soutenue d'un croissant d'or. |
| Blason de Lizeray | Détails | * Il y a là non-respect de la règle de contrariété des couleurs : ces armes sont fautives (argent sur or). Le statut officiel du blason reste à déterminer.                       |

| Blason de Lourdoueix-Saint-Michel | Blason  | D'argent à un dragon de gueules ; au chef de sinople chargé de trois fleurs de lys d'or. |
| Blason de Lourdoueix-Saint-Michel | Détails | Le statut officiel du blason reste à déterminer.                                         |

| Blason de Luçay-le-Mâle | Blason  | D'or aux trois tours "soudées" d'argent*, au chef de France.                                                                                                |
| Blason de Luçay-le-Mâle | Détails | * Il y a là non-respect de la règle de contrariété des couleurs : ces armes sont fautives (argent sur or). Le statut officiel du blason reste à déterminer. |

| Blason de Lye (Indre) | Blason  | D'azur à la jumelle ondée d'argent accompagnée de trois épis de blé feuillés d'or. |
| Blason de Lye (Indre) | Détails | Adopté le 9 juin 2010.                                                             |

| Blason de Lys-Saint-Georges | Blason  | Parti d’azur à la fleur de lis d’or, et de gueules au lion d’or.        |
| Blason de Lys-Saint-Georges | Détails | Armes parlantes. (lys) Le statut officiel du blason reste à déterminer. |

Pas d'information pour les communes suivantes : Lacs, Langé, Lignac, Lignerolles (Indre), Lingé, Liniez, Lourouer-Saint-Laurent, Luant, Luçay-le-Libre, Lurais, Lureuil, Luzeret
- Haut – A
- B
- C
- D
- E
- F
- G
- H
- I
- J
- K
- L
- M
- N
- O
- P
- Q
- R
- S
- T
- U
- V
- W
- X
- Y
- Z

## M
| Blason de Mauvières | Blason  | D'argent à une croix ancrée de sable cantonnée en chef de deux croissants de gueules. |
| Blason de Mauvières | Détails | Armes de la famille de Mauvise. Le statut officiel du blason reste à déterminer.      |

| Blason à dessiner | Blason  | D'argent à la colline isolée de sinople sommée d'un bosquet de trois arbres de sable en chef, soutenue de trois fleurs de lis d'or, 2 et 1, celle de la pointe plus grande que les deux autres; à la filière de gueules. |
| Blason à dessiner | Détails | * Il y a là non-respect de la règle de contrariété des couleurs : ces armes sont fautives (or sur argent). Le statut officiel du blason reste à déterminer.                                                              |

| Blason de Mézières-en-Brenne | Blason  | Taillé de gueules et d'argent.                   |
| Blason de Mézières-en-Brenne | Détails | Le statut officiel du blason reste à déterminer. |

Pas d'information pour les communes suivantes : Le Magny (Indre), Maillet (Indre), Malicornay, Mâron, Martizay, Menetou-sur-Nahon, Ménétréols-sous-Vatan, Le Menoux, Méobecq, Mérigny, Meunet-Planches, Meunet-sur-Vatan, Migné, Migny, Montchevrier, Montgivray, Montierchaume, Montipouret, Montlevicq, Mosnay, La Motte-Feuilly, Mouhers, Mouhet, Moulins-sur-Céphons, Murs (Indre)
- Haut – A
- B
- C
- D
- E
- F
- G
- H
- I
- J
- K
- L
- M
- N
- O
- P
- Q
- R
- S
- T
- U
- V
- W
- X
- Y
- Z

## N
| Blason de Neuvy-Pailloux | Blason  | D’or à la croix de gueules cantonnée aux 1er et 4e d’un épi de blé senestré d’un roseau, les deux de sable, aux 2d et 3e chacun de quatre alérions de sable ordonnés 2 et 2.                |
| Blason de Neuvy-Pailloux | Détails | L'inspiration des armes des Montmorency est évidente, mais pas innocente : plusieurs d'entre-eux furent seigneurs du lieu au XVIIe siècle. Le statut officiel du blason reste à déterminer. |

| Blason de Neuvy-Saint-Sépulchre | Blason  | D'or à la croix de sable cantonnée au 1er d'une croix potencée, au 2e d'une coquille, aux 3e et 4e d'une goutte, le tout de gueules. |
| Blason de Neuvy-Saint-Sépulchre | Détails | Le statut officiel du blason reste à déterminer.                                                                                     |

Pas d'information pour les communes suivantes : Néons-sur-Creuse, Néret, Neuillay-les-Bois, Niherne, Nohant-Vic, Nuret-le-Ferron
- Haut – A
- B
- C
- D
- E
- F
- G
- H
- I
- J
- K
- L
- M
- N
- O
- P
- Q
- R
- S
- T
- U
- V
- W
- X
- Y
- Z

## O
| Blason de Orsennes | Blason  | Coupé ondé:mi-parti en chef : au 1 d'or au lion de sable armé et lampassé de gueules, au 2 de gueules à un dolmen du lieu d'argent surmonté d'une couronne de laurier du même, au 3 de sinople à un saint Martin à cheval partageant son manteau avec son épée, le tout d'or. |
| Blason de Orsennes | Détails | Créé par JF Binon. Adopté le 23 janvier 2025. |

| Blason à dessiner | Blason  | Taillé ondé: au 1er de sinople au cerf passant accompagné en chef à senestre d'un faisan, le tout au naturel, au 2e de gueules à la gerbe de blé d'or, en chef, et à l'épi de maïs du même feuillé de sinople, en pointe; au filet ondé d'azur brochant sur la partition. |
| Blason à dessiner | Détails | Le statut officiel du blason reste à déterminer. |

Pas d'information pour les communes suivantes : Obterre, Oulches

## P
| Blason de Palluau-sur-Indre | Blason  | De gueules au lion d'or transpercé par une épée en bande d'argent garnie d'or. |
| Blason de Palluau-sur-Indre | Détails | Le statut officiel du blason reste à déterminer.                               |

| Blason de Parnac | Blason  | D'argent au chef de gueules.                                                                 |
| Blason de Parnac | Détails | Sur le site internet de la commune, ce blason est associé à celui du département de l'Indre. |

| Blason de Pêchereau (Le) | Blason  | De gueules à la tour d'or, ouverte du champ et ajourée de quatre pièces du même, 2,1 et 1, accompagnée en chef de deux étoiles d'or ; au chef cousu d'azur* chargé de trois chouettes contournées d'or et perchées sur des branches de sable. |
| Blason de Pêchereau (Le) | Détails | * Ces armes emploient le terme « cousu » dans le seul but de contrevenir à la règle de contrariété des couleurs : elles sont fautives. Le statut officiel du blason reste à déterminer.                                                       |

| Blason de Pont-Chrétien-Chabenet (le) | Blason  | Ecartelé : au 1er d'azur au chevron d'or accompagné de trois groupes de trois carreaux du même, le groupe en pointe mal ordonné ; au 2d de gueules au chevron alésé d'or accompagné de trois glands versés du même ; au 3e de gueules à un cheval cabré de sable* ; au 4e d'azur au pont voûté d'argent maçonné de sable sommé d'une croix latine d'argent et posé sur une rivière du même ondée de sable ; sur le tout d'argent à une fasce de cinq fusées et deux demies de gueules, au lambel à six pendants de même. |
| Blason de Pont-Chrétien-Chabenet (le) | Détails | * Il y a là non-respect de la règle de contrariété des couleurs : ces armes sont fautives (sable sur gueules dans le 3e). Armes parlantes. (pont avec une croix) Le statut officiel du blason reste à déterminer. |

| Blason de Poulaines | Blason  | Tiercé en pal de sinople, d'or et de gueules ; à la paire de poulaines (chaussures médiévales) d'argent posées en barre et brochant l'une sur l'autre et sur le tiercé. |
| Blason de Poulaines | Détails | Armes parlantes. Le statut officiel du blason reste à déterminer. |

Pas d'information pour les communes suivantes : Parpeçay, Paudy, Paulnay, Pellevoisin, Pérassay, La Pérouille, Le Poinçonnet, Pommiers (Indre), Pouligny-Notre-Dame, Pouligny-Saint-Martin, Pouligny-Saint-Pierre, Préaux (Indre), Preuilly-la-Ville, Prissac, Pruniers
- Haut – A
- B
- C
- D
- E
- F
- G
- H
- I
- J
- K
- L
- M
- N
- O
- P
- Q
- R
- S
- T
- U
- V
- W
- X
- Y
- Z

## R
| Blason de Reuilly | Blason  | De gueules à la croix d'argent. |
| Blason de Reuilly | Détails | Blason du prieuré.              |

Pas d'information pour les communes suivantes : Reboursin, Rivarennes (Indre), Rosnay (Indre), Roussines (Indre), Rouvres-les-Bois, Ruffec (Indre)
- Haut – A
- B
- C
- D
- E
- F
- G
- H
- I
- J
- K
- L
- M
- N
- O
- P
- Q
- R
- S
- T
- U
- V
- W
- X
- Y
- Z

## S
| Blason de Saint-Aoustrille | Blason  | D’azur au chevron d’or accompagné à dextre de deux épis de blé posés en chevron renversé, à senestre d’une cloche posée en bande et en pointe d’une tête de crosse contournée mouvant de la pointe, surmonté de l’inscription en lettres capitales « AUSTREGESILUS », le tout d’or. |
| Blason de Saint-Aoustrille | Détails | Le statut officiel du blason reste à déterminer. |

| Blason de Saint-Aubin | Blason  | De sinople au pairle accompagné en chef d'une fleur de lys, à dextre d'une gerbe de blé et à senestre d'un grêlier, l'embouchure à dextre, le tout d'or. |
| Blason de Saint-Aubin | Détails | Le statut officiel du blason reste à déterminer. |

| Blason de Saint-Benoit-du-Sault | Blason  | D'azur à la fasce d'argent chargée des lettres capitales S et B de sable, accompagnée de trois fleurs de lis d'or. |
| Blason de Saint-Benoit-du-Sault | Détails | Blason du prieuré.                                                                                                 |
| Blason de Saint-Benoit-du-Sault | Alias   | D'azur aux trois gerbes de blé d'or, liées de gueules.                                                             |

| Blason de Saint-Christophe-en-Bazelle | Blason  | D'azur au chevron d'or accompagné de trois croissants d'argent. |
| Blason de Saint-Christophe-en-Bazelle | Détails | Le statut officiel du blason reste à déterminer.                |

| Blason de Saint-Gaultier | Blason  | D'or aux deux bourdons de pèlerin avec leurs gourdes attachées passés en sautoir, celui en bande de gueules, l'autre d’azur et brochant, cantonnés de quatre mouchetures d'hermine de sable rangées en fasce, deux à dextre et deux à senestre. |
| Blason de Saint-Gaultier | Détails | Le statut officiel du blason reste à déterminer. |

| Blason de Saint-Genou | Blason  | D'azur à deux burelles d'or accompagnées de six besants d'argent 3, 2 et 1. |
| Blason de Saint-Genou | Détails | Le statut officiel du blason reste à déterminer.                            |

| Blason de Saint-Hilaire-sur-Benaize | Blason  | D'or à une crosse de sable, au dragon de gueules brochant ; chaussé engrêlé d'azur chargé de deux poissons courbés d'argent affrontés en pal. |
| Blason de Saint-Hilaire-sur-Benaize | Détails | Création Jean-François Binon. |

| Blason de Sainte-Lizaigne | Blason  | D'azur au cygne passant d'argent, becqué et membré d'or ; à la cotice de gueules brochant sur le tout. |
| Blason de Sainte-Lizaigne | Détails | Le statut officiel du blason reste à déterminer.                                                       |

| Blason de Sainte-Sévère-sur-Indre | Blason  | Écartelé d'azur à trois fleurs de lys d'or, au bâton de gueules péri en barre ; et d'azur à trois gerbes de blé d'or liées de gueules. |
| Blason de Sainte-Sévère-sur-Indre | Détails | Le statut officiel du blason reste à déterminer.                                                                                       |

| Blason de Sassierges-Saint-Germain | Blason  | D'azur au pairle d'or accompagné en chef d'une biche couchée regardant du même, à dextre d'un étui de crosse d'argent et à senestre d'un casque romain du même ; au chef d'argent chargé de 5 fusées accolées de gueules touchant les bords de l'écu et le trait du chef. |
| Blason de Sassierges-Saint-Germain | Détails | Le statut officiel du blason reste à déterminer. |

Pas d'information pour les communes suivantes : Sacierges-Saint-Martin, Saint-Aigny, Saint-Août, Saint-Benoît-du-Sault, Saint-Chartier, Saint-Christophe-en-Boucherie, Saint-Civran, Saint-Cyran-du-Jambot, Saint-Denis-de-Jouhet, Saint-Florentin (Indre), Saint-Georges-sur-Arnon, Saint-Gilles (Indre), Saint-Lactencin, Saint-Marcel (Indre), Saint-Martin-de-Lamps, Saint-Maur (Indre), Saint-Médard (Indre), Saint-Michel-en-Brenne, Saint-Pierre-de-Jards, Saint-Pierre-de-Lamps, Saint-Plantaire, Saint-Valentin (Indre), Sainte-Cécile (Indre), Sainte-Fauste, Sainte-Gemme (Indre), Sarzay, Saulnay, Sauzelles, Sazeray, Ségry, Selles-sur-Nahon, Sembleçay, Sougé (Indre)
- Haut – A
- B
- C
- D
- E
- F
- G
- H
- I
- J
- K
- L
- M
- N
- O
- P
- Q
- R
- S
- T
- U
- V
- W
- X
- Y
- Z

## T
| Blason de Thizay | Blason  | D'argent à un château maçonné de trois tours accolées de sable, ouvert et ajouré du champ, sur une terrasse de trois coupeaux de sinople chargée d'une fourmi d'or posée en fasce ; au chef d'azur chargé de trois macles d'or. |
| Blason de Thizay | Détails | Le statut officiel du blason reste à déterminer. |

| Blason de Tournon-Saint-Martin | Blason  | Écartelé d'un contre-écartelé d'argent et d'azur, et d'argent fretté de sable. |
| Blason de Tournon-Saint-Martin | Détails | Le statut officiel du blason reste à déterminer.                               |

Pas d'information pour les communes suivantes : Tendu, Thenay (Indre), Thevet-Saint-Julien, Tilly (Indre), Le Tranger, Tranzault
- Haut – A
- B
- C
- D
- E
- F
- G
- H
- I
- J
- K
- L
- M
- N
- O
- P
- Q
- R
- S
- T
- U
- V
- W
- X
- Y
- Z

## U
Pas d'information pour les communes suivantes : Urciers

## V
| Blason de Valençay | Blason  | D'argent à trois tours d'azur maçonnées de sable, rangées en fasce et posées sur une terrasse de sinople. |
| Blason de Valençay | Détails | Le statut officiel du blason reste à déterminer.                                                          |

| Blason de Vatan | Blason  | Échiqueté d'or et de gueules. Devise« Vatan, tu reviendras... » |
| Blason de Vatan | Détails | Le statut officiel du blason reste à déterminer.                |

| Blason de Veuil | Blason  | D'or à la croix d'azur cantonnée de quatre soleils non figurés de gueules.     |
| Blason de Veuil | Détails | Blason de la famille Hurault. Le statut officiel du blason reste à déterminer. |

| Blason de Villedieu-sur-Indre | Blason  | Écartelé : au 1er d’or au léopard de gueules, au 2d de gueules à la fasce d’or, au 3e de gueules à trois besants d’or rangés en fasce, au 4e d’or au poisson de gueules ; sur le tout, d’azur au château d’or le corps de logis couvert, à quatre arcades romanes et à deux étages de quatre fenêtres de sable chacun, flanqué de deux tours couvertes aussi d'or, ajourées aussi de sable, le château posé sur une terrasse isolée de sinople. |
| Blason de Villedieu-sur-Indre | Détails | Adopté le 20 mai 1988 |

| Blason de Villegouin | Blason  | D'azur à la bande componée d'argent et d'or, les compons d'argent chargés d'un sapin de sinople posé à plomb, ceux d'or de trois barres de sinople, la bande accompagnée de deux chèvres d'argent, celle de la pointe contournée. |
| Blason de Villegouin | Détails | Le statut officiel du blason reste à déterminer. |

| Blason de Villiers | Blason  | De gueules à trois poires tigées et feuillées au naturel; au chef échancré de sept pièces d'or et chargé de l'inscription « VILLIERS » en lettres capitales de sable |
| Blason de Villiers | Détails | Création JF Binon. Sur le site de la commune en 2024. |

Pas d'information pour les communes suivantes : Varennes-sur-Fouzon, Velles (Indre), Vendœuvres, La Vernelle, Verneuil-sur-Igneraie, Vicq-Exemplet, Vicq-sur-Nahon, Vigoulant, Vigoux, Vijon, Villegongis, Villentrois, Villers-les-Ormes, Vineuil (Indre), Vouillon
- Haut – A
- B
- C
- D
- E
- F
- G
- H
- I
- J
- K
- L
- M
- N
- O
- P
- Q
- R
- S
- T
- U
- V
- W
- X
- Y
- Z